# HD 28185 b
HD 28185 b est une exoplanète en orbite autour de HD 28185, une naine jaune très semblable au Soleil située à environ 138 années-lumière (42 pc) du Système solaire, dans la constellation de l'Éridan. HD 28185 b boucle son orbite en 383 jours, soit 1,05 ans, avec une excentricité de seulement 0,070 l'amenant entre 0,959 et 1,102 UA, dans la partie intérieure de la zone habitable de l'étoile.
Déduite des variations de vitesse radiale de HD 28185, la masse minimale de l'exoplanète HD 28185 b est de l'ordre de 5,7 MJ ; la masse réelle de la planète est donc certainement sensiblement plus élevée que cette valeur.
HD 28185 b est susceptible de posséder un système de satellites naturels à l'orbite stable sur plusieurs milliards d'années, certains de ces éventuels satellites étant susceptibles d'offrir des conditions habitables. Il est également possible qu'une planète tellurique offrant des conditions habitables occupe l'un des points de Lagrange de HD 28185 b.